# 冨岡剛
冨岡 剛（とみおか つよし、1968年〈昭和43年〉5月8日 - ）は、神戸製鋼コベルコ・スティーラーズ元選手（1991年〜1998年）、日本代表A、青山学院大学ラグビー部元監督、元シナジーワールド・ディストリビューター、一般社団法人世界デトックス協会代表理事、Bitgate株式会社執行役員（2010年に設立されたBitgate株式会社は2022年Himaya Japan株式会社に社名変更）、最高営業マーケティング責任者CMO。
東京都渋谷区出身。ラグビーでは歴代最多の記録を残した。プロ選手として出場した試合全てが得点王であり、プロ選手としては引退試合こそ敗れたが、100試合近い記録を誇る。
キング冨岡、KING冨岡名義で自身のYouTubeチャンネル「キング冨岡の成金上等」に出演している。DMMオンラインサロンでも「キング冨岡の成金上等」というサロンを開き「成金ネットワーキングイベント」などを開催している。

## プロフィール
青山学院出身（幼稚園・初等部・中等部・高等部・大学）。中学1年からラグビーを始め、青山学院大学経営学部経営学科を卒業した1991年、神戸製鋼コベルコスティーラーズに入団。チームの日本選手権7連覇達成においてV4（1991年度シーズン）からV5（1994年度シーズン）に多大 な貢献を果たし、入団1年目にしてチーム得点王を獲得。また、日本選手権出場4度目で史上最多となる74得点を記録（歴代1位）。V7を達成した1994年度シーズンには、プレースキック成功率でも歴代1位で史上最多となる12ゴール、1PGを記録している。1998年に現役引退を表明し、母校・青山学院大学ラグビー部監督に就任。
その後、2005年から2006年にはシナジーワールドワイドの世界一のディストリビューターの証であるディストリビューター・オブ・ザ・イヤーとなり、2009年には世界中のネットーワークビジネスにおけるディストリビューター収入ランキングで日本人最上位、世界9位タイに。2011年には世界8位。
評価されるべきは、選手としても、ディストリビューターとしても下積み時代が非常に長く、手に入れた栄冠を2つも持っているという事である。
趣味は音楽鑑賞、映画鑑賞、ボディメイク。血液型AB型。身長181cm。

## 経歴
1968年 - 東京都渋谷区で長男として誕生。両親は浅草橋で袋物業の卸し問屋を営んでいた。
1972年 - 青山学院幼稚園入園。
1974年 - 青山学院初等部入学、以降、中等部、高等部、大学へ進学。
1991年 - 青山学院大学経営学部経営学科を卒業して神戸製鋼コベルコスティーラーズに入団。入団1年目にしてチーム得点王を獲得。チームの日本選手権7連覇においてV4（1991年度シーズン）からV7（1994年度シーズン）達成に貢献し、日本選手権史上最多となる74得点を記録。また、日本選手権出場4度目で史上最多となる74得点を記録（歴代1位）。
1992年 - 米国『Muscle & Fitness』誌で、日本人として初めて「BODY of STEEL」として紹介される。
1994年 - プレースキック成功率でも歴代1位で史上最多となる12ゴール、1PGを記録。
1998年 - 現役引退を表明し、神戸製鋼コベルコスティーラーズを退団。同年、母校である青山学院大学ラグビー部監督に就任し、2001年まで務める
2003年 - シナジーワールドワイドの創業者ダン・ヒギンソンに出会い、シナジーワールドワイドのディストリビューター（配給者・卸売業者）となる。
2005年 - オーストラリア・ブリスベンにペントハウスを購入し、活動拠点を移す。
2005年・2006年 世界一のディストリビューターの証であるディストリビューター・オブ・ザ・イヤーとなる。
2009年- 世界中のネットーワークビジネスにおけるディストリビューター収入ランキングで日本人最上位、世界9位タイに。
2009年〜2012年 - アジア、メキシコ、ヨーロッパ展開を行い、創業者であるダン・ヒギンソンより、世界24カ国にチャンスの扉を開いた男として賞賛を受ける。
2016年 -  一般社団法人世界デトックス協会代表理事に就任。同年、一般社団法人ベストボディ・ジャパン協会が主催するベストボディ・コンテストにて宇都宮大会・福井大会・岡山大会3連続優勝を果たす。
2017年 - シナジーワールドワイド活動休止。同年、過去の世界展開の実績が注目され、UNIVA CAPITAL会長である稲葉秀二からの直接のアプローチにより、同社の海外展開を担当。
2018年 - UNIVA social の First advocate（代弁者・擁護者）に就任。同年8月、リポビタンDレジェンドマッチ「新日鐵釜石OB vs 神戸製鋼OB」に出場し、4得点を獲得し勝利。クリプトゴールドビジネスへ。同年11月、アナハイム,ロサンゼルスにおいて、世界一の企業であるアップルの創業者スティーブ・ウォズニアックと日本人で初めて暗号通貨とブロックチェーンの未来について語る。
2019年 3月 - Bitgate 株式会社の執行役員 最高営業マーケティング責任者 CMOに就任する。
2022年 6月、青山学院大学ラグビー部時代の先輩の仲介で元livedoorの宮内亮治と出会い、彼が手掛けるSUZUVERSE プロジェクトに参加を検討。
同年11月、SUZUVERSE 世界展開に向けて活動開始。
2023年2月、SUZUVERSE 50か国展開に向けてグローバルセミナー開始。